# Mugalihal, Parasgad
Mugalihal là một làng thuộc tehsil Parasgad, huyện Belgaum, bang Karnataka, Ấn Độ.